# Голос Турции
Голос Турции (тур. Türkiye'nin Sesi Radyosu) — турецкая международная общественная радиостанция. Входит в TRT.

## История
Первое турецкое международное вещание было запущено 8 января 1937 года Ankara Radio Corporation. Трансляция была разработана для помощи в решении Хатайского конфликта. Она велась на арабском языке и состояла из выступления тогдашнего премьер-министра Исмет Инёню. Международное вещание из Турции на регулярной основе было начато 28 октября 1938 года. Сегодня Голос Турции осуществляет внешнее радиовещание Турецкой телерадиокомпании TRT.

## Текущее вещание
Турецкое вещание Голоса Турции предназначено для турок, живущих заграницей, и фокусируется на образовательных, культурных, музыкальных и новостных программах.
Вещание начинается со звуков рояля мугама hicaz.
Помимо турецкого языка, Голос Турции готовит контент на азербайджанском, албанском, английском, арабском, армянском, болгарском, боснийском, венгерском, греческом, грузинском, испанском, итальянском, казахском, киргизском, китайском, македонском, немецком, персидском, португальском, румынском, русском, сербском, суахили, татарском, туркменском, узбекском, уйгурском, французском, хорватском языках, а также языках дари, пушту, урду и хауса. Из приведённых выше языков по состоянию на апрель 2023 года радиовещание на коротких волнах ведут только 24 службы.
Доступна на коротких волнах, спутнике Turksat 3A и в интернете.